# Сплетница (телесериал)
«Сплетница» (англ. Gossip Girl) — американская телевизионная подростковая драма, основанная на популярной одноимённой серии романов писательницы Сесили фон Цигезар. Идея сериала принадлежит Джошу Шварцу и Стефани Саваж. Премьера состоялась 19 сентября 2007 года на канале The CW. Рейтинг критиков сериала на Rotten tomatoes: 84 %
«Сплетница» впервые вышла в эфир 18 сентября 2007 года в Канаде на канале CTV, ещё до премьеры в Штатах, которая состоялась на день позже, 19 сентября на CW. А ещё раньше, 14 сентября, премьерный эпизод можно было бесплатно скачать в iTunes Store. Первый сезон — премьера состоялась 18 сентября 2007 года, длился до 19 мая 2008 года, состоит из 18 эпизодов. Второй сезон — премьера состоялась 1 сентября 2008 года, длился до 18 мая 2009 года, состоит из 25 эпизодов. Третий сезон — премьера состоялась 14 сентября 2009 года, длился до 17 мая 2010 года, состоит из 22 эпизодов. Четвёртый сезон — премьера состоялась 13 сентября 2010 года, длился до 16 мая 2011 года, состоит из 22 эпизодов. Пятый сезон — премьера состоялась 26 сентября 2011 года, длился до 14 мая 2012 года, состоит из 24 эпизодов. 11 мая 2012 The CW официально продлил сериал на шестой и последний сезон, состоящий из 10 эпизодов .

## Производство

### Концепция
Первоначально проект «Сплетница» предполагалось воплотить в формате художественного фильма с актрисой Линдси Лохан в роли Блэр. Но сценарий, отправленный Эми Шерман-Палладино, создателем «Девочек Гилмор», в Уорнер Бразерс был отклонен и надолго отправлен на полку. Позднее об идее вспомнили снова, чтобы сделать сериал для канала FOX, но проект также отменили. Третий раз о серии книг Сесили фон Цигесар вспомнили, когда знаменитый Джош Шварц (создатель О. С.) согласился продюсировать шоу. Пилотный эпизод понравился теле-боссам и 15 мая 2007 года телеканал дал проекту зелёный свет, заказав 13 первых серий.

### Места съёмок

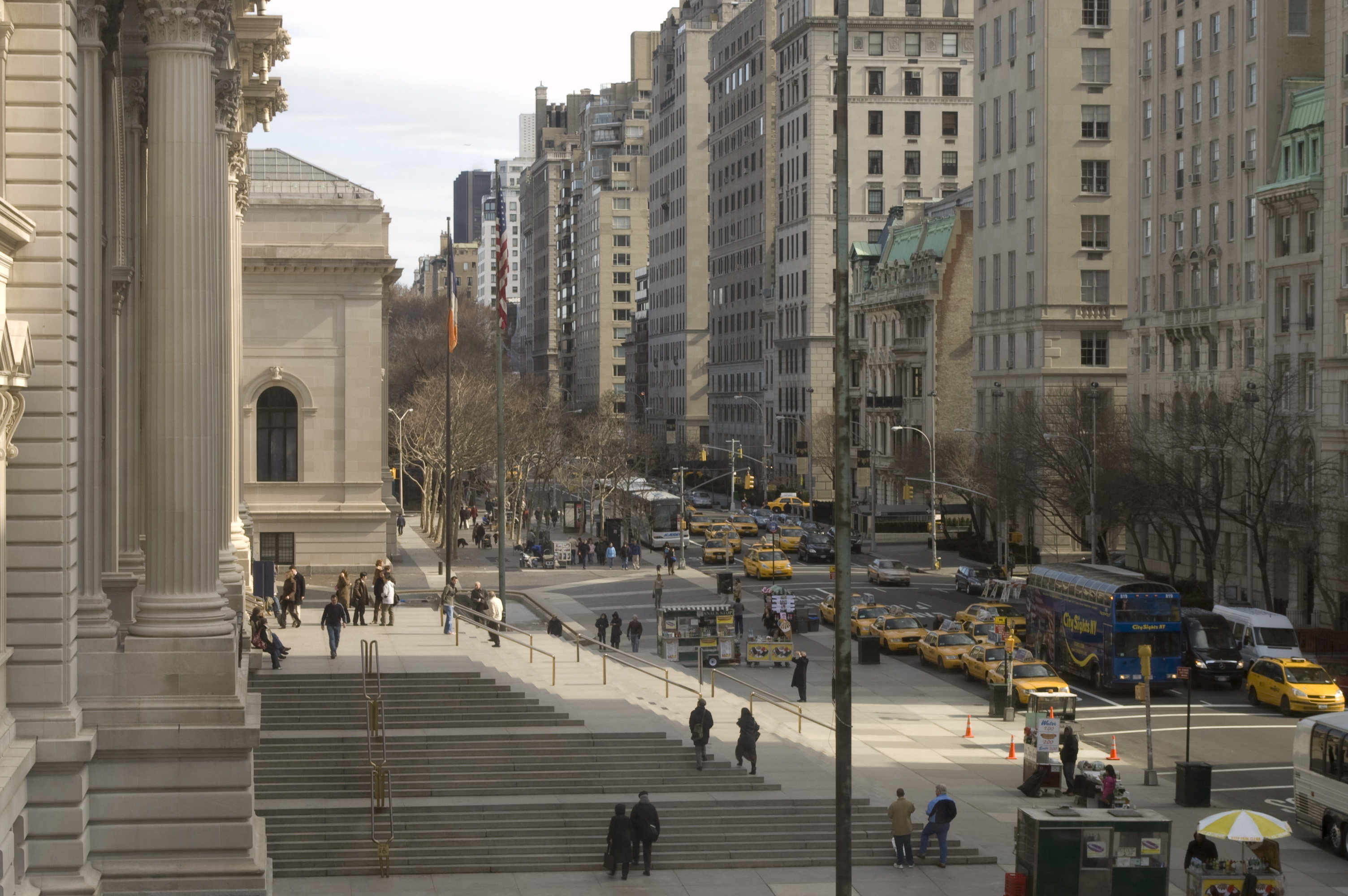
Блэр и Серена с подругами часто обедают, сидя на ступенях Музея Метрополитен

«Сплетница» производится в Нью-Йорке от начала до конца. Сцены снимают в таких районах как Квинс, Бруклин и Манхэттен. Названный продюсером Эми Кауфман «героем истории» город присутствует на экране постоянно, даже когда большинство «интерьерных» сцен снимается в Сильверкап Студиос в Квинсе, не говоря уже о множестве съемок, которые были сделаны непосредственно в нью-йоркских домах.
Например, здания Средней школы Пеккера и Русского православного епископального синода изображают в фильме фасады школы. Часовня Пэкера (расположенная в Бруклин Хайс) «играет» место встречи подростков. Список будет неполным без упоминания нью-йоркского «Палас-отеля», где живут Серена и Чак. Популярные места отдыха горожан также часто используются авторами как фон для событий сериала: Холл художественной галереи в Вильямсбурге, бутик Генри Бенделя на Пятой Авеню, Центральный парк. Некоторые сцены снимают в исторических местах, таких как Музей Метрополитен.

### Музыка
Александра Пацавас ответственна за подбор музыки к сериалу. Среди её прошлых/текущих работ такие теледрамы, как «Сверхъестественное», «О. С.» и «Анатомия страсти» — коммерчески сверх-успешные саундтреки. В противовес её обычной склонности к независимой и альтернативной музыке, Александра Пацавас намерена использовать в «Сплетнице» современные популярные мелодии и песни. Так как сюжет шоу в основном вращается вокруг старшеклассников Нью-Йорка, разумеется в саундтрек также будут включены несколько песен Нью-Йоркских групп.

### Спин-офф
В июне 2008 года поползли слухи о возможном запуске спиноффа, сконцентрированного на персонаже Дженни Хамфри (с серией книг «ЭТА девушка» в качестве литературной основы), но Джош Шварц опроверг подобные предположения, заявив, что ничего подобного к производству не готовится.
Исполнительные продюсеры «Сплетницы» Джош Шварц и Стефани Сэведж начали работу над спиноффом своего сериала, события в котором происходят в 1980-х годах в Лос-Анджелесе и рассказывают об испорченном подростке Лили Роуд, которая сейчас известна под именем Лили ван дер Вудсен (Келли Рузерфорд). Из дома своих богатых родителей молодая Лили переезжает жить к своей изгнанной сестре. Там она посещает общественную школу и испытывает всю притягательность Голливуда.
Сюжет развивается вокруг жизни молодых людей, живущих в элитном районе Нью-Йорка и посещающих привилегированную школу. Помимо учёбы они дружат, ссорятся, принимают наркотики, ревнуют, страдают, любят, ненавидят и всё остальное, что присуще героям подростковых драм. Обо всём этом зрители и сами герои узнают ежедневно из популярного блога таинственной «Сплетницы», озвученной Кристен Белл, скрывается под этим ником, и сама актриса никогда не появляется в кадре.
Основными действующими лицами сериала являются Серена Ван Дер Вудсен (Блейк Лайвли) и её лучшая подруга Блэр Уолдорф (Лейтон Мистер), Нэйт Арчибальд (Чейс Кроуфорд), лучший друг Нейта — Чак Басс (Эд Вествик), Дэн Хамфри (Пенн Бэджли) — бойфренд Серены на протяжении почти всего первого сезона, его сестра Дженни Хамфри (Тейлор Момсен), которая играет не последнюю роль в жизни главных героев несмотря на то, что ей не всегда удается влиться в тусовку верхнего Ист-Сайда, лучшая подруга Дэна — Ванесса (Джессика Зор).

## Описание сезонов

### Сезон 1: 2007—2008
После таинственного исчезновения Серена Ван дер Вудсен внезапно возвращается в Верхний Ист-Сайд из школы-интерната, чтобы навестить своего брата Эрика, который пытался покончить с собой. Блэр Уолдорф узнает, что в ночь своего исчезновения Серена переспала с её парнем, Нейтом Арчибальдом. Тем временем житель Бруклина Дэн Хампфри и Серена начинают встречаться, а Нейт борется со своими чувствами к Серене. Нейт и Блэр безуспешно пытаются спасти свои отношения, и Блэр теряет девственность с лучшим другом Нейта, Чаком Бассом. Дженни Хампфри, сестра Дэна, пытается вписаться в Верхний Ист-Сайд, следуя за Блэр и её друзьями. Ванесса Абрамс, лучшая подруга Дэна, возвращается. Выясняется, что в прошлом Дэн признавался Ванессе в любви, но дальше дружбы дело не заходит. Также выясняется, что Лили Ван дер Вудсен, мать Серены, и Руфус Хампфри, отец Дэна, раньше любили друг друга и хотят возобновить отношения, но в свете романа их детей принимают решение встречаться с другими людьми. В конце концов, Блэр и Нейт расстаются, после того как наконец-то занялись сексом. Нейт узнает об измене Блэр, что приводит к ссоре с Чаком. На протяжении сезона Чак пытается соблазнить Блэр, и эти двое в некотором смысле примиряются со своими чувствами друг к другу. Джорджина Спарк, подруга Серены из прошлого, возвращается, притворяясь девушкой по имени Сара из Портленда. Возвращение Джорджины напоминает Серене о настоящей причине её отъезда из Верхнего Ист-Сайда: она стала свидетельницей смерти наркомана и чувствовала свою вину. У Дэна и Серены возникают проблемы, поскольку Серена пытается скрыть от него свой секрет. Однако инцидент удается разрешить, Серена освобождается от чувства вины, а Джорджина уезжает. Дэн и Серена решают расстаться. Тем временем Лили соглашается выйти замуж за Барта Басса, несмотря на свои чувства к Руфусу. В конце сезона они женятся, пока Блэр ждёт Чака в аэропорту.

## Эпизоды
| Сезон | Сезон | Эпизоды | Оригинальная дата показа | Оригинальная дата показа |
| Сезон | Сезон | Эпизоды | Премьера сезона          | Финал сезона             |
| ----- | ----- | ------- | ------------------------ | ------------------------ |
|       | 1     | 18      | 19 сентября 2007         | 19 мая 2008              |
|       | 2     | 25      | 1 сентября 2008          | 18 мая 2009              |
|       | 3     | 22      | 14 сентября 2009         | 17 мая 2010              |
|       | 4     | 22      | 13 сентября 2010         | 16 мая 2011              |
|       | 5     | 24      | 26 сентября 2011         | 14 мая 2012              |
|       | 6     | 10      | 8 октября 2012           | 17 декабря 2012          |

## Актёры и персонажи

### Актёрский состав
Ансамбль из девяти главных персонажей сериала подбирался с февраля по апрель 2007 года. Блейк Лайвли и Лейтон Мистер первыми были утверждены в феврале 2007 на главные роли Серены ван дер Вудсен и Блэр Уолдорф. Пенн Бэджли, Тэйлор Момсен, Чейс Кроуфорд, Келли Разерфорд (Лили ван дер Вудсен) и Маргарет Колин (Элеонор Уолдорф) также успешно прошли пробы и были закреплены за своими персонажами в марте 2007. Актёры на роли Чака Басса и Руфуса Хамфри были найдены в апреле 2007, когда Эд Вествик и Мэттью Сеттл присоединились к команде. Упорные слухи об угрозе закрытия, нависшей над «Вероникой Марс», сподвигли Кристен Белл взять на себя обязанности рассказчицы. Дальнейшие прослушивания открыли актрису Джессику Зор (роль Ванессы Абрамс), которая стала последним кусочком пазла.

### Персонажи
Серена «Эс» ван дер Вудсен (Блейк Лайвли)
Серена Селия ван дер Вудсен (англ. Serena Celia van der Woodsen) — яркая и открытая девушка, её всегда окружают поклонники и фотографы светских газет. Она живая, подвижная, умеет как грустить, так и веселиться. Своей искренностью сразу вызывает симпатию у окружающих.
Родилась в богатой семье доктора Ван дер Вудсена, но мать развелась с отцом, когда девочке было 4 года. Имеет младшего брата Эрика, о котором много заботилась. Жизнь Серены проходила довольно однообразно: затуманенная алкоголем и наркотиками, девушка могла делать, что хочет. Ей всегда приходила на помощь лучшая подруга Блэр. Однако это не помешало Серене переспать с парнем лучшей подруги — Нэйтом.
После этого Серена сбежала из города в школу-интернат, но удивила всех внезапным возвращением через год. Лучшая подруга Блэр, она не только сама помогает ей, но и в былые времена, когда каждую ночь она проводила напиваясь с малознакомыми мужчинами, нередко нуждалась в помощи. Однако ей помогала не только Блэр, но и Чак, и Нейт. Кажется, это лето изменило Серену, да и новый парень Дэн положительно на неё влияет.
Отношения: Дэн Хамфри, Аарон Роуз, Картер Бейзен, Трипп ван дер Бильт, Нейт Арчибальд , Бэн Донован, Колин Форрестер, Макс Хардинг, Стивен Спенс, Габриэль.
Блэр «Королева Би» Уолдорф (Лейтон Мистер)
Блэр Корне́лия «Би» Уо́лдорф (англ. Blair Cornelia «B» Waldorf) — лучшая подруга Серены. Их отношения и личная жизнь — основные сюжетные линии и книги, и сериала.
Родители Блэр — Элеонор и Гарольд Волдорф — развелись. Отец Блэр ушёл из семьи к 30-летнему мужчине-модели, а мать вышла замуж повторно за Сайруса Роуза. Быть в центре всеобщего внимания для Блэр совершенно естественно. Она стремится быть идеальной во всём, расписав наперёд свою жизнь. Мечтает поступить в колледж Йель. Некоторые называют девушку Уолдорф Королева Би, за стремление идти к цели любыми путями. Встречалась с Нейтом, рассчитывая на свадьбу. Однако измена парня с её единственной подругой Сереной рушит планы. Сочтя, что женской дружбы не существует, Блэр окружила себя глуповатыми приспешницами, которыми с лёгкостью манипулирует. В то же время Чак Басс неожиданно для неё оказывается не таким уж мерзавцем, и молодые люди начинают встречаться.
Отношения: Нейт Арчибальд, Чак Басс, Герцог Маркус, Принц Луи Гримальди, Дэн Хамфри, Картер Бейзен
Чарльз «Чак» Басс (Эд Вествик)
Чарльз Бартоломео Джозеф «Чак» Басс (англ. Charles Bartholomew «Chuck» Bass) — вымышленный герой серии романов и телесериала Сплетница. В сериале его играет актёр Эд Вествик. Хотя он и вторичный персонаж в книге, в сериале он один из главных героев.
Чак вырос на Верхнем Ист-Сайде с тремя лучшими друзьями из элиты Манхеттена Нейтом, Блэр и Сереной, которая впоследствии стала его сводной сестрой. Мать Чака погибла при родах, а его отец, Барт Басс, миллиардер, поглощен бизнесом и фотомоделями, совсем не уделяя внимание сыну. Отношения с отцом зачастую влияли и на его образ жизни. Чак часто пропускает уроки, употребляет спиртные напитки, увлекается наркотиками и периодически проводит время с женщинами легкого поведения. Окружающие испытывают к нему антипатию. Однако в душе Чак является ранимым и чувствительным. Отношения с Блэр помогли ему раскрыть своё сердце близким и дарить им заботу, а наличие собственного бизнеса научило его ответственности, самостоятельности и независимости.
Отношения: Чак Басс часто проводит время с женщинами легкого поведения. На протяжении всего сериала он имеет очень тесную связь с Блэр Уолдорф, которая потеряла с ним девственность в лимузине, после того как рассталась с Нейтом.
Дэниэл «Дэн» Хамфри (Пенн Бэджли)
Дэн «Одинокий парень» Хамфри — небогатый молодой человек из Бруклина, почти случайно оказавшийся в элитной частной школе для мальчиков St. Jude’s. Родился в семье музыканта и художницы, пробует себя как писатель. Живёт с отцом Руфусом и сёстрой Дженни (его мать проживает отдельно, Гудзоне), которым готов помочь в любой проблеме. Лучшей подругой Дэна является Ванесса Абрамс, тайно влюбленная в него. Сам Дэн любит Серену, долго решается с ней заговорить, и в итоге между ними завязываются отношения. В отличие от остальных учащихся школы он не является сыном богатых родителей, поэтому на него мало обращают внимание такие люди, как Нейт, Чак, Блэр, а главное — Серена.
Отношения: Серена ван дер Вудсен, Джорджина Спаркс, Оливия Берк, Ванесса Абрамс, Блэр Уолдорф
Натаниель «Нейт» Арчибальд (Чейс Кроуфорд)
Натаниэль Арчибальд — сын удачливого магната Ховарда Арчибальда и Анны Арчибальд, представительницы семьи Вандербильтов. Кажется безупречным «Золотым мальчиком» с Верхнего Ист-Сайда. Нэйт является лучшим другом Чака Басса, вместе они посещают элитную школу St. Jude’s для мальчиков. Позднее Нэйт поступает в Колумбийский университет. Родители желают его брака с Блэр Уолдорф, подругой детства, и молодые люди начинают встречаться. Однако чувства Нэйта к Блэр сложны из-за безумного увлечения Сереной. Когда отец Нэйта оказывается в тюрьме за мошенничество, сын начинает жить самостоятельной жизнью. Перед отъездом Серены молодые люди проводят ночь вместе. Кроме того, парень пересматривает своё отношение к другу Чаку и перестаёт так ценить деньги, как раньше.
Отношения: Нейт имеет любовные отношения с четырьмя главными героинями сериала: Блэр Уолдорф, Серена ван дер Вудсен, Ванессой Абрамс и Дженни Хамфри.
Ванесса «Ви» Абрамс (Джессика Зор)
Первая любовь Дэна Хамфри. Девушка живёт в Бруклине, у неё давно сложившиеся почти семейные отношения со всеми Хамфри. Она творческая натура, презрительно относящаяся к образу жизни, который ведут на Верхнем Ист-Сайде.
Дженнифер «Малышка Джей» Хамфри (Тейлор Момсен)
Четырнадцатилетняя Дженни знает, чего хочет от жизни. Она жаждет популярности и успеха, однако её вовсе нельзя назвать бездушной или эгоистичной.. Маленькая Дженни лелеет надежду о том, что однажды она проснется знаменитым дизайнером. Но в последних сезонах Ист — Сайд меняет её в худшую сторону. Дженни становится представительницей готического стиля одежды и стервозного характера.
Эрик ван дер Вудсен (Коннор Паоло)
Младший брат Серены. В начале сериала находится в реабилитационной клинике, куда попал после попытки самоубийства, но вскоре выходит оттуда. А через какое-то время всем становится известно, что он — гей. Добр и отзывчив, что заставляет окружающих относиться к нему без осуждений.
Лилиан «Лили» ван дер Вудсен (Келли Разерфорд)
Мать Серены. Пять раз была замужем. Заботится о своих детях и желает им только добра. Однажды прибегла к жесткому методу воспитания по отношению к Серене, но обычно очень лояльна, хочет понять и помочь. У неё непростые отношения с отцом Дэна, Руфусом Хамфри.
Джорджина «Джорджи» Спаркс (Мишель Трахтенберг)
Подруга Серены из прошлой разгульной жизни. Она появляется в 1 сезоне 15 серии для того, чтобы вернуть прежнюю Серену — ту, которая пила, принимала наркотики, пропускала занятия в школе, занималась сексом со всеми. Джорджина знает её страшный секрет и шантажирует этим Серену. Позже, она появляется в третьем и четвёртом сезонах. В четвёртом сезоне Джорджина появляется с ребёнком, будто бы от Дэна Хамфри. В дальнейшем его семья воспитывает его, и Дэн живёт с ним и с Ванессой в Бруклине.